# Ammandra
Genre
Classification phylogénétique
Espèces de rang inférieur
- Ammandra decasperma

Ammandra est un genre de plantes de la famille des arecacées (palmiers) natif de l'Amérique du Sud. Ce genre contient l'unique espèce suivante :
- Ammandra decasperma

## Classification
- Famille : Arecaceae
  - Sous-famille : Phytelephantoideae

Sa sous-famille comprend deux autres genres, Phytelephas et Palandra.